# Cylindrophis maculatus
Espèce
Synonymes
- Anguis maculata Linnaeus, 1758

Cylindrophis maculatus est une espèce de serpents de la famille des Cylindrophiidae.

## Répartition
Cette espèce est endémique du Sri Lanka.

## Publication originale
- Linnaeus, 1758 : Systema naturae per regna tria naturae, secundum classes, ordines, genera, species, cum characteribus, differentiis, synonymis, locis, ed. 10 (texte intégral).